# Edwin H. Land
Pour les articles homonymes, voir Land.
Edwin Herbert Land, né le 7 mai 1909 à Bridgeport (Connecticut) et mort le 1er mars 1991 à Cambridge (Massachusetts), est un inventeur et scientifique américain.

## Réalisations industrielles
Ed Land est né à Bridgeport (Connecticut) de parents juifs d'Europe centrale : Martha (Goldfaden) et le ferrailleur Harry Land. Il fréquente l’école Libre de Norwich jusqu'en 1927. Puis il étudie la chimie à Harvard, et enfin s'établit à New York.
Edwin H. Land met au point un film polariseur économique et fonde en 1932 une société, Poland Corp., rebaptisée Polaroid en 1937, afin d'en exploiter les applications aux filtres et aux lunettes de soleil.
Le 21 février 1947, Land présente à l'Optical Society of America son appareil photographique instantané capable de produire une épreuve positive en moins de 60 s. Avant les fêtes de fin d'année 1948, une version est en vente dans le commerce ; les quarante-sept appareils produits sont vendus le jour de la démonstration.
Le procédé se base sur l'inversion transfert. L'halogénure d'argent non exposé de la surface sensible migre vers une autre couche de gélatine contenant des germes d'argent colloïdal en présence d'un solvant, qui contient une substance développatrice, qui agit sur les germes dispersés dans la deuxième couche.
Le procédé de photographie instantanée en couleurs Polacolor est commercialisé en 1963. Il se base sur une analyse trichrome, associée à l'hydrotypie : le produit développeur, enfermé dans un gel étalé après la prise de vue sur l'épreuve, contient des colorants capables de migrer pendant le traitement vers une couche réceptrice.
En 1972, Polaroïd lance le procédé SX-70, ne nécessitant pas la séparation de la couche sensible d'avec la couche réceptrice, et se développant, grâce à des colorants protégeant la couche sensible pendant le traitement, à la lumière.

### Prix
- 1967 : Prix culturel de la Société allemande de photographie

## Recherches
Edwin Land conçoit un modèle de la vision en couleur, appelé Retinex (en), un mot valise de rétine avec cortex pour indiquer que le modèle tient compte non seulement de l'analyse des radiations lumineuses par les cônes dans l'œil, mais aussi du traitement des influx nerveux jusque dans le cerveau. Land inclut dans son système le phénomène de persistance perceptuelle des couleurs : une fois une teinte identifiée et associée à un objet visuel, même si l'éclairage change, les sujets contribuent à lui attribuer la même couleur, bien que celle de l'image qui se forme dans l'œil a changé. Ce système inspire des logiciels d'amélioration du rendu visuel des images informatiques.
En 1959, il montre un système de photographie en couleurs basé sur la projection de seulement deux clichés couleurs, exploitant la loi du contraste simultané des couleurs pour la production des couleurs complémentaires.
Ce procédé, vigoureusement combattu par Deane B. Judd au nom de la colorimétrie établie, ne connut pas d'application industrielle.

### Photographie en bichromie
L'un des 500 brevets déposés par Edwin H. Land concerne un procédé de restitution des couleurs à partir de seulement deux couleurs de base.
Deux vues sont prises de la même scène. La première, prise à travers un filtre laissant passer les longueurs d'onde inférieures à 590 nm (du violet au jaune-vert), est projetée en lumière blanche. La seconde, prise avec un filtre laissant passer les longueurs d'onde supérieures à la même limite, est projetée en lumière rouge. Tous les observateurs voient du vert, et certains même du jaune (sur des objets qu'ils savent jaunes). C'est une application de la loi du contraste simultané des couleurs. Ce brevet, à la différence de beaucoup d'autres inventions de Land, n'a débouché en pratique sur aucune réalisation.

## Publications
- (en) « Color Vision and the Natural Image: Part I », PNAS, vol. 45, no 1,‎ janvier 1959, p. 115-129 (lire en ligne)
- (en) « Color Vision and the Natural Image: Part II », PNAS, vol. 45, no 4,‎ avril 1959 (lire en ligne)
- (en) « Recent advances in retinex theory and some implications for cortical applications: Color vision and the natural image », PNAS, vol. 80, no 16,‎ 1983 (lire en ligne)
- (en) « An alternative technique for the computation of the designator in the retinex theory of color vision », PNAS, vol. 83, no 10,‎ 1986 (lire en ligne)